# Уйданово
Уйданово (Уйдановы юрты) — деревня в Первомайском районе Томской области России. Входит в состав Куяновского сельского поселения. Население 174 чел. (2021) .

## История
Изначально в Уйданово проживали чулымские татары (чулымцы), которые к началу 20 века полностью ассимилировались среди русских.
По переписи 1897 года здесь проживало 89 человек из них 71 чулымцы и 17 русских.
В 1926 году состояла из 61 хозяйства, основным населением стали — белорусы. Центр Уйдановского сельсовета Зачулымского района Томского округа Сибирского края.
Согласно Закону Томской области от 10 сентября 2004 года № 204-ОЗ "О наделении статусом муниципального района, сельского поселения и установлении границ муниципальных образований на территории Первомайского района сельский населённый пункт вошёл в состав Куяновского сельского поселения.

## Население
| 1926 | 2002 | 2010 | 2012 | 2013 | 2014 | 2015 |
| ---- | ---- | ---- | ---- | ---- | ---- | ---- |
| 344  | ↘255 | ↘195 | ↘194 | ↘189 | ↘184 | ↘180 |
| 2021 |      |      |      |      |      |      |
| ↘174 |      |      |      |      |      |      |

Национальный состав
По переписи 1897 года основным населением были чулымцы.
Согласно результатам переписи 2002 года, в национальной структуре населения русские составляли 80 %.